# Wapen van Stolwijk

Wapen van Stolwijk

Het wapen van Stolwijk werd op 24 juli 1816 door de Hoge Raad van Adel aan de Zuid-Hollandse gemeente Stolwijk in gebruik bevestigd. Op 1 januari 1985 werd Stolwijk onderdeel van de nieuwe gemeente Vlist. Het wapen van Stolwijk is daardoor komen te vervallen. In het wapen van Vlist zijn de kazen overgenomen uit het wapen van Stolwijk. Sinds 1 januari 2015 valt het gebied onder de gemeente Krimpenerwaard, in het wapen van deze gemeente komen geen elementen uit het wapen van Stolwijk terug.

## Blazoenering
De blazoenering van het wapen luidde als volgt:
Van synople, beladen met drie kazen en een stuk boter, en chef met een kroon, alles van keel.
De heraldische kleuren zijn sinopel (groen) en keel (rood). Deze kleurencombinatie voldoet niet aan de regels voor het heraldisch kleurgebruik, aangezien de (basis)kleuren zoals sinopel en keel elkaar niet mogen raken. Het maakt het wapen tot een raadselwapen.

## Geschiedenis
Het wapen is afgeleid van heerlijkheidswapen van de voormalige heerlijkheid Stolwijk en symboliseert de belangrijkste bronnen van bestaan. Het wapen bevat drie kazen, een pond boter en een kroon. Het heerlijkheidswapen bestond volgens Van Ollefen en Bakker uit een groen veld met drie gestapelde zilveren kazen. Dit wapen bevatte geen stuk boter of kroon, de oorsprong van de kroon is niet bekend.
Voor zover bekend is dit het enige wapen in Nederland waarop zuivelproducten zijn afgebeeld.

## Zichtbaarheid
Het wapen is zichtbaar op de voorgevel van het café 'Het Wapen van Stolwijk' aan het Dorpsplein te Stolwijk.
Op 17 september 2016 werd op de rotonde op de kruising van de Schoonhovenseweg en de Populierenlaan te Stolwijk het kunstwerk 'Drie kazen en een klomp boter' onthuld, waarvoor het wapen model stond.

## Verwant wapen

Het wapen van de voormalige gemeente Vlist, met rechtsonder de kazen

Ter Aar
· Aarlanderveen
· Abbenbroek
· Abtsregt
· Alkemade
· Alphen
· Ameide
· Ammerstol
· Arkel
· Asperen
· Benthuizen
· Bergambacht
· Bergschenhoek
· Berkel en Rodenrijs
· Berkenwoude
· Bernisse
· Biert
· Binnenmaas
· Bleiswijk
· Bleskensgraaf
· Bleskensgraaf en Hofwegen
· Bodegraven
· Boskoop
· Brandwijk
· Brielle
· Broek, Thuil en 't Weegje
· Charlois
· Cillaarshoek
· Cromstrijen
· De Lier
· De Mijl
· Delfshaven
· Den Bommel
· Dirksland
· Driebruggen
· Dubbeldam
· Everdingen
· Geervliet
· Giessen-Nieuwkerk
· Giessenburg
· Giessendam
· Giessenlanden
· Goedereede
· Gouderak
· Goudriaan
· Goudswaard
· Graafstroom
· 's-Gravendeel
· 's-Gravenzande
· Groot-Ammers
· Groote Lindt
· Haastrecht
· Hagestein
· Hardinxveld
· Hazerswoude
· Heenvliet
· Heer Oudelands Ambacht
· Heerjansdam
· Hei- en Boeicop
· Heinenoord
· Hekelingen
· Hekendorp
· Herkingen
· Hillegersberg
· Hellevoetsluis
· Hodenpijl
· Hoek van Holland
· Hof van Delft
· Hoogblokland
· Hoornaar
· IJsselmonde
· Jacobswoude
· Kamerik
· Katendrecht
· Kedichem
· Kethel en Spaland
· Kijfhoek
· Klaaswaal
· Kleine Lindt
· Korendijk
· Koudekerk aan den Rijn
· Kralingen
· Krimpen aan de Lek
· Lange Ruige Weide
· Langerak
· Leerbroek
· Leerdam
· Leidschendam
· Leimuiden
· Lekkerkerk
· Lexmond
· Liemeer
· Loosduinen
· Liesveld
· Maasdam
· Maasland
· Meerkerk
· Melissant
· Middelharnis
· Mijnsheerenland
· Moerkapelle
· Molenaarsgraaf
· Molenwaard
· Monster
· Moordrecht
· Naaldwijk
· Nederlek
· Niemandsvriend
· Nieuw-Beijerland
· Nieuw-Helvoet
· Nieuw-Lekkerland
· Nieuwe-Tonge
· Nieuwenhoorn
· Nieuwerkerk aan den IJssel
· Nieuwland
· Nieuwpoort
· Nieuwveen
· Noordeloos
· Noordwijkerhout
· Nootdorp
· Numansdorp
· Onwaard
· Ooltgensplaat
· Oostflakkee
· Oostvoorne
· Ottoland
· Oud-Alblas
· Oud-Beijerland
· Ouddorp
· Oude-Tonge
· Oudenhoorn
· Ouderkerk
· Ouderkerk aan den IJssel
· Oudewater
· Oudshoorn
· Overschie
· Papekop
· Pernis
· Peursum
· Piershil
· Pijnacker
· Poortugaal
· Puttershoek
· Reeuwijk
· Rhoon
· Rijnsaterwoude
· Rijnsburg
· Rijnwoude
· Rijsoord
· Rockanje
· Roxenisse
· Rozenburg
· Sandelingen-Ambacht
· Sassenheim
· Schelluinen
· Schiebroek
· Schipluiden
· Schoonhoven
· Schoonrewoerd
· Schuddebeurs en Simonshaven
· Sint Anthoniepolder
· Sint Maartensregt
· Sluipwijk
· Sommelsdijk
· Spijkenisse
· Stad aan 't Haringvliet
· Stellendam
· Stolwijk
· Stompwijk
· Stormpolder
· Streefkerk
· Strevelshoek
· Strijen
· Ter Aar
· Tienhoven
· Valkenburg
· Veur
· Vianen
· Vierpolders
· Vlaardingerambacht
· Vliet
· Vlist
· Voorburg
· Voorhout
· Vrijenban
· Waarder
· Warmond
· Wateringen
· Westmaas
· Westvoorne
· Wieldrecht
· Wijngaarden
· Woerden
· Woubrugge
· 't Woudt
· Zederik
· Zegwaart
· Zevenhoven
· Zevenhuizen
· Zevenhuizen-Moerkapelle
· Zouteveen
· Zuid-Beijerland
· Zuidbroek
· Zuidland
· Zwammerdam
· Zwartewaal

Heerlijkheidswapens:
ter Aa
· Albrandswaard
· Biesland
· Cromstrijen
· Duivenvoorde
· 's-Gravenambacht
· Hoog- en Wout-Harnas
· Langerak bezuiden de Lek
· Lek en Stormpolder
· Nederslingeland
· West-Nieuwland
· Oosterwijk
· Spieringshoek
· Vliet
· Voshol
· Vrijenban
· Vrijenhoeve
· Wieldrecht